# Communauté de communes du Val d'Huisne
La communauté de communes du Val d'Huisne est une ancienne communauté de communes française du Perche, située dans le département de l'Orne et la région Normandie.

## Histoire
La communauté de communes est créée par arrêté préfectoral du 23 décembre 1994.
Elle fusionne au 1er janvier 2017 avec la communauté de communes du Pays Bellêmois pour former la communauté de communes des Collines du Perche Normand.

## Composition
Elle regroupe les dix communes de l'ancien canton du Theil (intégrées en 2015 dans le canton de Ceton) dans le département de l'Orne :
| Nom                        | Code Insee | Gentilé           | Superficie (km2) | Population (dernière pop. légale) | Densité (hab./km2) |
| -------------------------- | ---------- | ----------------- | ---------------- | --------------------------------- | ------------------ |
| Le Theil (siège)           | 61P19      | Theillois         | 9,53             | 1 603 (2021)                      | 168                |
| Bellou-le-Trichard         | 61041      | Bellovissiens     | 9,67             | 226 (2014)                        | 23                 |
| Ceton                      | 61079      | Cetonnais         | 59,39            | 1 823 (2014)                      | 31                 |
| Gémages                    | 61185      | Gémagois          | 6,47             | 113 (2021)                        | 17                 |
| L'Hermitière               | 61204      | Hérémitériens     | 8,34             | 200 (2021)                        | 24                 |
| Mâle                       | 61246      | Mâlois            | 21,90            | 655 (2021)                        | 30                 |
| La Rouge                   | 61356      | Rougiens          | 11,74            | 634 (2021)                        | 54                 |
| Saint-Agnan-sur-Erre       | 61359      | Saint-Agnannais   | 5,28             | 164 (2021)                        | 31                 |
| Saint-Germain-de-la-Coudre | 61394      | Saint-Germinois   | 26,21            | 790 (2014)                        | 30                 |
| Saint-Hilaire-sur-Erre     | 61405      | Saints-Hilairiens | 15,12            | 538 (2014)                        | 36                 |

## Administration
| Période      | Période       | Identité             | Étiquette | Qualité                                                  |
| ------------ | ------------- | -------------------- | --------- | -------------------------------------------------------- |
| février 1995 | janvier 1999  | André Barbet         |           | Maire du Theil                                           |
| janvier 1999 | avril 2008    | Gilles de Courson    |           | Maire de L'Hermitière, vice-président du conseil général |
| avril 2008   | avril 2014    | Claude-Marie Barbier |           | Adjointe au maire de Saint-Hilaire-sur-Erre              |
| avril 2014   | décembre 2016 | François Goulet      |           | Maire de Saint-Agnan-sur-Erre                            |